# Jenzer Motorsport
Jenzer Motorsport é uma equipe de automobilismo baseada em Lyss, na Suíça que foi fundada em 1993, por Andreas Jenzer, que era um automobilista e competiu em sua própria equipe no Campeonato Alemão de Fórmula Ford 1800.
Ao longo dos anos desde sua fundação, a equipe já participou de várias categorias do automobilismo mundial. A Jenzer Motorsport disputou a GP3 Series entre 2010 e 2018, e o Campeonato de Fórmula 3 da FIA de 2019 até 2024. Atualmente, a equipe disputa o Campeonato Italiano de Fórmula 4 e a Fórmula 4 CEZ.